# Aureolus (hrabia Aragonii)
Aureolus (zm. 809) - jest uznawany za wodza Franków w regionie Aragonii (pierwszego władcę Aragonii).
Pomiędzy 798 i 802 Frankowie opanowali kilka obszarów na terenie Aragonii. Bahlul ibn Marzuk zorganizował w Saragossie rewoltę przeciwko centralnemu rządowi muzułmańskiego Al-Andalus w 798, a w 800 odbił Huescę z rąk Banu Salama. Emir wysłał generała Amrusa ibn Jusufa (urodzonego w Huesce), aby ten zdobył oba miasta (ok. 801). Bahlul uciekł do Pallars, gdzie został zabity przez porucznika swojego wojska, Jalafa Ibn Rashida, który w tym czasie rządził w Barbastro. Wykorzystując powstałe okoliczności, Frankowie, zdołali zyskać kontrolę nad Jacą i innymi ważnymi zamkami oraz wyznaczyli Aurelousa hrabią Aragonii.
Po śmierci Aureolusa w 809, Frankowie zapewnili sukcesję Aznarowi I Galíndezowi.